# Науковий музей Нікітського ботанічного саду
Науковий музей Нікітського ботанічного саду був створений у 1892 році спочатку як музей наочних посібників при училищі садівництва та виноградарства. У 1927 році його будинок був зруйнований землетрусом. 16 грудня 1972 року до 160-річного ювілею Саду музей знову відкрився у спеціально збудованому для нього приміщенні на території арборетума Саду.

## Зібрання
Нікітський ботанічний сад — комплексна науково-дослідна установа, одна з найстаріших в Україні, яка веде роботи з питань плодівництва та ботаніки. Дендрарій саду є унікальним зібранням рослин з усіх континентів, а відтак популярним місцем відпочинку та екскурсій. Розташований на Південному березі Криму між селищем Нікіта та Чорним морем за 7 км від Ялти.
Музей Саду був створений у 1892 році спочатку як музей наочних посібників Училища садівництва, виноградарства та виноробства. Воно готувало майстрів вищої категорії того часу. У 1927 році його будівля була зруйнована землетрусом. Музей почав працювати у режимі виставок, переїжджаючи до різних приміщень Саду. 16 грудня 1972 до 160-річного ювілею Саду музей знову відкрився у спеціально побудованому для нього двоповерховому приміщенні на території арборетуму Саду. Профіль музею — ботанічний і сільськогосподарський. Його зібрання нараховує понад 3 тис. експонатів. Експозиція розповідає історію Нікітського ботанічного саду, ілюструє діяльність 5 наукових відділів, у складі яких 19 лабораторій. Експозиція приділяє увагу охороні природи і рослинного світу, флорі та її використанню людиною. Вона була сформована у 1982 році, після чергового ремонту будівлі.
Перший розділ присвячений лабораторії флори і рослинності, що займається вивченням дикорослих рослин Криму. Гербарій, що зберігається, налічує 169 тисяч гербарних аркушів. Одна з цінностей колекції — рідкісний вид пшениці беотійської (Triticum boeoticum), важливий селекційно-генетичний матеріал, один із предків сучасних рослин.
Сад зберігає різноманітні південні плодові культури, більше 11.000 сортів персика, фейхоа, мигдалю, абрикоса, інжиру, граната, черешні, ківі, хурми. Муляжі сортів селекції представлені в музеї. Гордістю є колекції квіткових рослин. Понад 50 видів насіння кінця 19 початку 20 століття зберігається у спеціальних скляних сховищах. Колекція шишок успадкована від музею училища. Серед експонатів також виділяється величезний плід сейшельської пальми Володимира Любименка. У 2003 році в музеї було відкрито виставку комах і грибів.
Інша лабораторія присвячена природному заповіднику «Мис Мартьян». Унікальність і наукова цінність заповідника полягає в тому, що тут зберігаються типові природні ландшафти і багатий генофонд флори та фауни середземноморського типу, що пов'язано з його розташуванням на північній межі Середземноморської флористичної області. Акваторія заповідника — одна з небагатьох ділянок, яка збереглася на Південному узбережжі Криму у природному стані, з типовою донною рослинністю, яка відрізняється високим біорізноманіттям.
У 2015 році Музей Нікітського саду прийнятий в Асоціацію природно-історичних музеїв Російської Федерації, що входить у міжнародну раду музеїв (ICOM).